# Projet 3Land
Le projet 3Land est un projet de développement urbain transfrontalier entre les villes de Huningue (France), de Weil am Rhein (Allemagne) et de Bâle (Suisse). Son nom provient de sa localisation à la frontière entre les trois pays. Le périmètre du 3Land représente 597 hectares, situés entre le pont du Palmrain, au nord et le pont des Trois roses (Dreisrosenbrücke), au sud. Il comprend des quartiers des villes de Huningue, de Weil am Rhein, de Bâle et de Saint-Louis. 
L’objectif du projet est de créer un quartier transfrontalier, en développant le territoire de manière coordonnée. Il s’agit de la première réalisation de ce type en Europe. Le quartier du 3Land a un potentiel de développement important en raison des changements structurels de la zone et pourra à l’avenir accueillir 20 000 nouveaux habitants et emplois.

## Historique

### Prémices
Le projet 3Land se développe sous l’influence de l’IBA Basel 2020, exposition internationale d’architecture se déroulant en même temps dans les trois pays et encourageant le développement de projets d’aménagement transfrontaliers. Le projet suit le processus de qualification et est récompensé par le label IBA Basel en 2019.
En 2011, l’agence d’architecture et d’urbanisme néerlandaise MVRDV développe la vision 3Land. Celle-ci expose la présence de défis communs aux trois villes de Huningue, de Bâle et de Weil am Rhein, à savoir le besoin d’aménagement d’espaces libres, la transformation des zones portuaires et de développement en termes de transport.

### Débuts du projet
La première convention de planification est réalisée en 2012, posant les bases de la coopération et les objectifs communs d’aménagement. Parmi ces objectifs figurent l’aménagement des berges avec le concept de vis-à-vis, la création d’espaces libres et verts ou encore un réseau de transports connectant l’ensemble du quartier transfrontalier.
Le concept urbain 3Land est développé par le bureau d’architecture LIN Architects en 2015 pour l’ensemble du périmètre. Il met en avant les trois thèmes suivants : la nature et le paysage, la mobilité et l’usage et l’urbanisme.
Une deuxième convention de planification est signée en 2016. Les partenaires du projet travaillent sur la base de conventions de planification commune d’une durée de trois à quatre ans, fixant de nouveaux objectifs et un nouveau budget et permettant de renouveler la coopération transfrontalière.

## Organisation et fonctionnement

### Partenariats et financement
Le projet 3Land est développé par l’Eurodistrict Trinational de Bâle, la Ville de Huningue, la Ville de Weil am Rhein, le canton de Bâle-Ville, Saint-Louis Agglomération, la Collectivité européenne d’Alsace (CeA) et le Landkreis Lörrach. La Ville de Saint-Louis est un partenaire associé. Le projet est également soutenu par l’Union européenne et la Confédération suisse. 

### Organisation interne

#### "Cellule de coordination 3Land" au sein de l'Eurodistrict Trinational de Bâle
La « cellule de coordination 3Land » est mise en place en 2020 au sein de l’Eurodistrict Trinational de Bâle afin de coordonner le projet dans son ensemble. Cofinancée par le Fonds européen de développement régional (FEDER) dans le cadre du programme INTERREG V Rhin supérieur de l'Union européenne et la Nouvelle Politique Régionale (NPR) de la Confédération Suisse, une personne est recrutée et dédiée à 100% à la coordination du projet et la facilitation de la coopération. Le coût global de cette cellule représente 271 524.90 € sur trois ans.
À partir de 2023, la « cellule de coordination 3Land » fait l’objet d’un financement de la part des collectivités partenaires du projet uniquement. L’ETB, à travers la « cellule de coordination 3Land » a un rôle de soutien dans le pilotage des réunions, de secrétariat, de coordination et communication, d’organisation et de monitoring financier.

#### Comité de pilotage stratégique et politique (PS)
Il pilote le projet au niveau politico-stratégique et décide de l'orientation générale et du financement global du projet. Il constitue aussi un rôle d'ancrage dans le milieu politique trinational. Il se réunit environ deux fois par an. 

#### Comité de pilotage stratégique et technique (GPS)
Il pilote le projet au niveau stratégique et technique. Il est chargé de préparer les réunions du PS. Il préparer les propositions de décision et rend compte de l'avancement du projet au PS.

#### Gestion globale du projet (GPL) et groupes de travail
La gestion globale du projet assure le suivi technique. Afin d’assurer la gestion du projet, trois groupes de travail sont mis en place pour traiter de différentes thématiques. Le groupe de travail 1 traite des domaines suivants : ponts, mobilité et faisabilité économique. Le groupe de travail 2 est chargé des questions relatives à l’aménagement, à l’urbanisme et aux usages initiaux. Enfin, le groupe de travail 3 se concentre sur la communication et le lobbying. 

## Sous-projets
Dans le cadre du projet 3Land, plusieurs sous-projets sont mis en place. En plus de projets d’aménagement, il s’agit aussi d’études visant à approfondir le développement du quartier trinational sur la base du concept urbain. 

### Etude trinationale des transports
L’étude trinationale des transports (2018) présente une stratégie commune de développement des transports. Elle favorise l’utilisation de la mobilité douce,  la limitation des véhicules individuels motorisés et la construction de ponts.

### Catalogue de critères trinational
Un catalogue de critères trinational (2019) a été élaboré par les trois pays dans  le cadre du projet en collaboration avec IBA Basel permettant de délivrer un certificat durable commun aux projets de construction dans les trois pays. Une hiérarchie d’objectifs a été défini, avec des critères et des indicateurs pour intégrer des critères durables dans la planification urbaine. Il s’agit de critères larges permettant de s’adapter aux cadres juridiques des trois pays.

### Stratégie des espaces publics et écologiques
La stratégie des espaces publics et écologiques (2020) vise à définir une vision commune et le cadre d’actions au sein du 3Land en matière d’espaces publics et d’espaces verts.

### Vis-à-vis Weil am Rhein - Huningue
Le projet Vis-à-vis (2018-2021) est un projet de conception et de réalisation concertée de parcs transfrontaliers et de part et d’autre de la Passerelle des Trois Pays. Du côté allemand, le Rheinpark de la Ville de Weil am Rhein est réaménagé et agrandi. Du côté français, la Ville de Huningue développe une zone pour piétons et cyclistes jusqu’à la place centrale de la ville. Ce projet a pour objectif de créer une ouverture sur la Rhin, en rendant les berges accessibles et un lieu de rencontres pour la population. Il s’agit de la première réalisation physique du projet 3Land. Porté par l’Eurodistrict Trinational de Bâle, le projet est co-financé par le Fonds européen de développement régional (FEDER) dans le cadre du programme INTERREG V Rhin supérieur de l'Union européenne. Le cout global du projet s’estime à 4 000 000 d’euros pour la période 2018-2021.

### Etude socio-économique du Pont sur le Rhin et de la ligne de tramway
L’étude socio-économique du Pont sur le Rhin et de la ligne de tramway (2022) est une analyse coûts-bénéfices préalable à la construction d’un pont entre Huningue et le quartier Kleinhüningen à Bâle.

### Construction du Pont sur le Rhin entre Huningue et Bâle-Kleinhüningen
Le projet de construction du Pont sur le Rhin entre la ville de Huningue et le quartier du Kleinhüningen à Bâle est le sous-projet actuellement en cours. Il donne suite à l’étude socio-économique du Pont sur le Rhin et de la ligne de tramway. La réalisation de l’étude socio-économique du Pont sur le Rhin et de la ligne de tramway constitue une première étape dans sa réalisation.